# Estación Santa Clara de Saguier
Santa Clara de Saguier es una estación de ferrocarril ubicada en la localidad homónima, departamento Castellanos, provincia de Santa Fe, Argentina.

## Servicios
No presta servicios de pasajeros ni de cargas. Sus vías corresponden al Ramal CC4 del Ferrocarril General Belgrano. Sus vías e instalaciones están concesionadas a la empresa Trenes Argentinos Cargas.